# Veckring
Veckring (fràncic lorenès Weckréngen) és un municipi francès situat al departament del Mosel·la i a la regió del Gran Est. L'any 2007 tenia 678 habitants.

## Demografia

### Població
El 2007 la població de fet de Veckring era de 678 persones. Hi havia 244 famílies, de les quals 32 eren unipersonals (8 homes vivint sols i 24 dones vivint soles), 68 parelles sense fills, 108 parelles amb fills i 36 famílies monoparentals amb fills.
La població ha evolucionat segons el següent gràfic:
Habitants censats

### Habitatges
El 2007 hi havia 272 habitatges, 247 eren l'habitatge principal de la família, 3 eren segones residències i 22 estaven desocupats. 256 eren cases i 15 eren apartaments. Dels 247 habitatges principals, 231 estaven ocupats pels seus propietaris, 13 estaven llogats i ocupats pels llogaters i 3 estaven cedits a títol gratuït; 1 tenia una cambra, 2 en tenien dues, 20 en tenien tres, 58 en tenien quatre i 166 en tenien cinc o més. 207 habitatges disposaven pel capbaix d'una plaça de pàrquing. A 90 habitatges hi havia un automòbil i a 132 n'hi havia dos o més.

### Piràmide de població
La piràmide de població per edats i sexe el 2009 era:
| Homes | Edats   | Dones |
| ----- | ------- | ----- |
| 0     | 95 o +  | 0     |
| 4     | 90 a 94 | 0     |
| 4     | 85 a 89 | 4     |
| 0     | 80 a 84 | 0     |
| 12    | 75 a 79 | 28    |
| 4     | 70 a 74 | 16    |
| 28    | 65 a 69 | 12    |
| 12    | 60 a 64 | 4     |
| 12    | 55 a 59 | 8     |
| 8     | 50 a 54 | 12    |
| 24    | 45 a 49 | 28    |
| 32    | 40 a 44 | 20    |
| 28    | 35 a 39 | 20    |
| 52    | 30 a 34 | 56    |
| 4     | 25 a 29 | 20    |
| 16    | 20 a 24 | 16    |
| 24    | 15 a 19 | 20    |
| 24    | 10 a 14 | 12    |
| 60    | 5 a 9   | 20    |
| 36    | 0 a 4   | 16    |

## Economia
El 2007 la població en edat de treballar era de 464 persones, 337 eren actives i 127 eren inactives. De les 337 persones actives 321 estaven ocupades (184 homes i 137 dones) i 16 estaven aturades (5 homes i 11 dones). De les 127 persones inactives 34 estaven jubilades, 36 estaven estudiant i 57 estaven classificades com a «altres inactius».

### Ingressos
El 2009 a Veckring hi havia 252 unitats fiscals que integraven 697 persones, la mediana anual d'ingressos fiscals per persona era de 16.723,5 €.

### Activitats econòmiques
Dels 14 establiments que hi havia el 2007, 1 era d'una empresa extractiva, 4 d'empreses de construcció, 2 d'empreses de comerç i reparació d'automòbils, 2 d'empreses de transport, 1 d'una empresa d'hostatgeria i restauració, 2 d'empreses de serveis i 2 d'empreses classificades com a «altres activitats de serveis».
Dels 5 establiments de servei als particulars que hi havia el 2009, 1 era un guixaire pintor, 1 electricista, 1 empresa de construcció, 1 perruqueria i 1 restaurant.
L'únic establiment comercial que hi havia el 2009 era una botiga de menys de 120 m².
L'any 2000 a Veckring hi havia 6 explotacions agrícoles.

## Equipaments sanitaris i escolars
El 2009 hi havia 1 escola maternal i 1 escola elemental.

## Poblacions més properes
El següent diagrama mostra les poblacions més properes.